# アントウェルペン包囲戦 (1814年)
1814年のアントウェルペン包囲戦（アントウェルペンほういせん、英: Siege of Antwerp）は、1月14日から5月4日まで続いた、フランス帝国と第六次対仏大同盟との間の戦いである。

## 背景
1813年の解放戦争の後、ナポレオン1世はライン川まで撤退させられた。ゲプハルト・レベレヒト・フォン・ブリュッヘルとカール・フィリップ・ツー・シュヴァルツェンベルクの軍がフランスに侵攻してパリに進軍し、ベルナドットの軍がネーデルラントに侵入した。
ナポレオン1世は古株の共和主義者ラザール・カルノーをアントウェルペンの総督に任命し、1万人の守備隊は第一軍団の部隊と500人の強力なアイルランド部隊を含む若い兵士で構成されていた。

## 包囲戦
フランス軍がホーフストラテンの戦いで勝利し、ラザール・カルノーが要塞都市とアントウェルペン城に撤退すると、そこでは最初にイギリス軍が、最後までプロイセン軍が包囲攻撃していた。
ラザール・カルノーの守備隊はエドゥアール・ジャック・ブルグ・ド・ミシェシ率いる小艦隊の援軍を得て連合軍の包囲攻撃に抵抗したものの、ルイ18世が休戦協定に調印しナポレオン1世が退位すると降伏を余儀なくされた。

## その他の文献
- Gillet, Jean-Claude (2010). La Marine impériale : Le grand rêve de Napoléon. Bernard Giovanangeli Éditeur. ISBN 9782758700623
- Smith, Digby (1998). The Greenhill Napoleonic Wars Data Book : Actions and Losses in Personnel, Colours, Standards and Artillery, 1792-1815. Greenhill Books. ISBN 1-85367-276-9
- Tulard, Jean (1999). Napoléon. Fayard. ISBN 2-213-01813-8
- Tulard, Jean (1999). Dictionnaire Napoléon, vol. A-H. Fayard. ISBN 2-213-60485-1